# Сукоб око Тритона
„Сукоб око Тритона”, познатија још као „Нептунов рођендан” (енгл. The Clash of Triton (Neptune's Party)) је 26. и последња епизода шесте сезоне америчке анимиране телевизијске серије Сунђер Боб Коцкалоне и укупно 126. епизода серије. Премијерно је емитована 5. јула 2010. на Nickelodeon-у у САД.
Радња се врти око краља Нептуна који прославља свој 5000. рођендан у ресторану Код Кеба Крабе, али све време тугује због свог сина Тритона, кога се одрекао пре много година. Одлучан да пружи краљу најсрећнији рођендан икада и да спасе дан, Сунђер Боб креће да пронађе Тритона и доведе га на забаву.
Епизоду су написали Кејси Александер, Зус Сервас, Арон Спрингер, Стивен Бенкс и Пол Тибит, а анимацију су режирали Ендру Овертум и надзорни режисер Алан Смарт. Алекандер, Сервас и Спрингер су такође служили као редитељи сценарија у овој епизоди. У гостујућим улогама у епизоди су се нашли Џон О’Херли, Викторија Бекам и Себастијан Бах. Током првог емитовања, епизоду је погледало 5,2 милиона гледалаца и наишла је на помешане рецензије критичара и обожавалаца.

## Радња
Краљ Нептун жели да прослави свој 5000. рођендан у ресторану Код Кеба Крабе. Господин Краба не штеди новца за гала свечаност, развлачећи црвени тепих како би дочекао краљевску породицу. Упркос забави, краљ је утучен због одсуства његовог отуђеног сина Тритона, кварећи свечаност свима, а посебно његовој супрузи, краљици Амфитрити. Тритон је закључан у кавезу на пустом острву на небу, где ће бити остављен све док не буде спреман да постане „прави” бог, пошто је оца претходно разочарао својим растућим интересовањем за свет смртника и жељом да им помогне. Присећање на Тритоново изгнанство разара Нептуна, након чега Амфитрита покушава да га утеши.
Одлучан да ово пружи краљу најсрећнији рођендан икада и да спаси ствар, Сунђер Боб креће да пронађе Тритона и доведе га на забаву. Када га пронађе, Тритон у почетку игнорише Сунђер Боба, али након што је осетио Сунђер Бобов ужасан задах, каже му да откључа браву. У немогућности да је откључа, Сунђер Боб позива свог најбољег пријатеља Патрика да помогне. Патрик откључава Тритонов кавез, који принц потом претвара у аутомобил и нуди својим ослободиоцима „вожњу” са острва. Тритон после неког времена оставља Сунђер Боба и Патрика, након чега одлази да уништи Коралово како би се осветио свом оцу што га је затворио.
Приметивши да нешто није у реду Код Кеба Крабе, Сунђер Боб и Патрик улазе у ресторан кроз задња врата, откривајући госте и запослене закључане у кавезу. Краљ Нептун моли Тритона да ослободи све остале и узме њега, али га син игнорише. Након што Сунђер Боб и Патрик успеју да откључају кавез, уплашени Тритон покушава да побегне од свог оца, који га сустиже. Краљ Нептун, бесан је због синовљевих поступака и спрема се да га казни, али, када је видео како је Тритон уништио Коралово, увиђа да је овај коначно искористио своје моћи да би изазвао пустош међу смртницима.
Схвативши да му је управо дао најбољи рођендански поклон који је икада могао да добије, уместо да га казни, њих двојица се коначно мире, а Тритон постаје достојан наследник. Краљевска породица одлази кући, а краљ Нептун приписује Сунђеру Бобу заслуге за овај развој догађаја; упркос томе што је Сунђер Боб веома задовољан собом, грађани Коралова виде ствари другачије и бесна руља почиње да јури њега и Патрика.

## Гласовне улоге
| Улога                | Глумац          | Глумац (српска синхронизација) |
| -------------------- | --------------- | ------------------------------ |
| Сунђер Боб Коцкалоне | Том Кени        | Владислава Ђорђевић            |
| Тритон               | Себастијан Бах  | Бојан Жировић                  |
| краљ Нептун          | Џон О'Хурли     | Младен Андрејевић              |
| Патрик Звезда        | Бил Фагербаке   | Димитрије Стојановић           |
| Лигњослав Пипак      | Роџер Бампас    | Димитрије Стојановић           |
| Господин Краба       | Кленси Браун    | Владислава Ђорђевић            |
| краљица Амфитрита    | Викторија Бекам | Вера Чукић                     |

## Пријем
„Сукоб око Тритона” је наишао на помешане до позитивне реакције критичара. Стив Ерхарт назвао је епизоду „урнебесним специјалом који савршено иде са шест других чудних и лудо-смешних епизода.” Шенон Госни из The Mommy-Files-а је изјавила: „Свидеће вам се овај специјал[...]”. Ненси Базил са веб-сајта About.com рекла је да је епизода „била довољно смешна и довољно симпатична да би се исплатило гледати је.” Горд Лејси тврдио је: „Уживао сам у 'Сукобу око Тритона', а бонус епизода Фанбоја и Чам Чама је била красна.” Кен Такер из часописа Entertainment Weekly је рекао: „Вредности Сунђера Боба остају нетакнуте. Брзи гегови сценарија, дивље светла палета боја и одлучно избегавање тешке поруке се комбинују да би Сунђер Бобу Стивена Хиленбурга дали авантуристичку енергију.” Додао је: „[Сунђер Боб] Коцкалоне једноставно не стари, зар не?”